# Наши Вести
«На́ши Ве́сти» («Nashi Vesti») — периодическое издание Союза чинов Русского Корпуса.
Основатель издания — командующий Русским Корпусом полковник Собственного Его Императорского Величества Конвоя Анатолий Иванович Рогожин. Первоначально — информационный листок для бывших чинов Русского Корпуса, позднее — иллюстрированный военный, политический и литературный журнал, одно из самых известных периодических военных изданий Белой эмиграции. 
Начало издания было положено в мае 1945 года в лагере Келлерберг (Австрия). С 1952 по 1993 годы журнал издавался в США. В 1993 г., трудами ответственного редактора «НВ» хорунжего Н. Н. Протопопова, издание журнала было перенесено в Россию.
Основная тематика журнала: история Русской Императорской и Белой армии, Русского Корпуса и Русской Освободительной Армии; актуальные вопросы монархического движения. Всего по май 2001 г. вышло 461 (2762) номеров издания. В 2001 году «Наши Вести» преобразованы в военный, политический и исторический журнал «Вестник РОВС» — официальное издание Русского Обще-Воинского Союза (РОВС).

## Редакторы
- Вертепов, Дмитрий Петрович (1952—1976);
- Протопопов Николай Николаевич (1976—1992);
- Волков, Сергей Владимирович (1993—1996);
- Иванов, Игорь Борисович (1997—2001).